# Ronnie Janot
Ronnie Janot, auch Ronny Jarnoth (* 6. November 1961 in Wilhelmshaven; † März 2019) war ein deutscher Schauspieler.

## Leben
Janot erhielt seine Schauspielausbildung bei Gunnar Petersen. 1979 wurde er Ensemblemitglied des Studiotheaters München. Dort spielte er wiederholt unter Petersens Regie die Titelrolle in einer Bühnenfassung von Antoine de Saint-Exupérys Erzählung Der kleine Prinz. Andere Rollen waren Jupiter in Jean-Paul Sartres Die Fliegen (1982) und Dorian Gray in Bruno Klimeks Bühnenfassung von Oscar Wildes Roman Das Bildnis des Dorian Gray (1985).
Seine erste Fernsehrolle übernahm er 1983 noch als Ronny Jarnoth in drei Folgen der ersten Staffel der Fernsehserie Rote Erde. 1987 wirkte er an der erfolgreichen Serie Anna mit, in der er den Bruder der Hauptfigur spielte.

## Filmografie (Auswahl)
- 1983: Rote Erde (Fernsehserie, als Ronny Jarnoth)
- 1987: Anna (Fernsehserie)
- 1988: Anna – Der Film
- 1988: Gesprengte Ketten – Die Rache der Gefangenen (Great Escape II: The Untold Story)
- 1989: Der Alte: Der Augenblick der Rache
- 1990: Derrick: Solo für Vier
- 1992: Derrick: Die Festmenüs des Herrn Borgelt
- 1992: Ein Fall für zwei: Feiglinge töten nicht
- 1992–1993: Lindenstraße (Fernsehserie)
- 1994: Wolffs Revier: Der Drahtzieher
- 1996: Der Schattenmann
- 2002: Scherbentanz
- 2002: Tatort: Schlaf, Kindlein, schlaf
- 2006: Tatort: Revanche
- 2006: Ein Fall für Zwei: Blutige Liebesgrüße
- 2007: SOKO München: Tödlicher Fund
- 2014: Tatort: Blackout
- 2016: Hattinger und der Nebel